# Superman: American Alien
Superman: American Alien — ограниченная серия комиксов, состоящая из 7 выпусков, которую в 2015—2016 годах издавала компания DC Comics.

## Синопсис
Серия повествует о жизни тихого мальчика из Канзаса по имени Кларк Кент.

### Выпуски
| № | Дата выхода     | Оценка на Comic Book Roundup    | Предполагаемый объём продаж (первый месяц) |
| - | --------------- | ------------------------------- | ------------------------------------------ |
| 1 | 11 ноября 2015  | 8,2 из 10 на основе 29 рецензий | 41 441, позиция в Северной Америке — 58    |
| 2 | 16 декабря 2015 | 7,5 из 10 на основе 16 рецензий | 31 025, позиция в Северной Америке — 83    |
| 3 | 13 января 2016  | 7,7 из 10 на основе 26 рецензий | 28 828, позиция в Северной Америке — 70    |
| 4 | 17 февраля 2016 | 8,2 из 10 на основе 26 рецензий | 27 313, позиция в Северной Америке — 66    |
| 5 | 16 марта 2016   | 9,2 из 10 на основе 17 рецензий | 26 339, позиция в Северной Америке — 75    |
| 6 | 20 апреля 2016  | 8,9 из 10 на основе 15 рецензий | 25 449, позиция в Северной Америке — 76    |
| 7 | 18 мая 2016     | 8,2 из 10 на основе 15 рецензий | 26 271, позиция в Северной Америке — 72    |

### Сборники
| Название                 | Тип              | Дата выхода     | Собранный материал            | Кол-во страниц | ISBN                      | Предполагаемый объём продаж (первый месяц) |
| ------------------------ | ---------------- | --------------- | ----------------------------- | -------------- | ------------------------- | ------------------------------------------ |
| Superman: American Alien | Твёрдый переплёт | 12 октября 2016 | Superman: American Alien #1-7 | 224            | 9781401262563, 1401262562 | 3 686, позиция в Северной Америке — 13     |
| Superman: American Alien | Мягкая обложка   | 22 ноября 2017  | Superman: American Alien #1-7 | 224            | 9781401274467, 1401274463 | 2 097, позиция в Северной Америке — 27     |

## Отзывы
На сайте Comic Book Roundup серия имеет оценку 8,3 из 10 на основе 144 рецензий. Джесс Шедин из IGN дал первому выпуску 9 баллов из 10 и посчитал, что серия «отлично стартовала». Джим Джонсон из Comic Book Resources, обозревая дебют, похвалил художников. Пирс Лидон из Newsarama был более критичен к первому выпуску, дав ему оценку 3 из 10 и написав, что у комикса «высокие цели, но здесь нет и намёка на [соответствующее] исполнение».